# Esino Lario
Esino Lario is een gemeente in de Italiaanse provincie Lecco (regio Lombardije) en telt 772 inwoners (31-12-2004). De oppervlakte bedraagt 18,7 km², de bevolkingsdichtheid is 44 inwoners per km². De gemeente is in 1927 ontstaan door de fusie van Esino Inferiore en Esino Superiore.
De volgende frazioni maken deel uit van de gemeente: Bigallo en Ortanella.
Boven het dorp steekt de Toren van Esino uit op de berghelling.

## Demografie
Esino Lario telt ongeveer 365 huishoudens. Het aantal inwoners daalde in de periode 1991-2001 met 3,6% volgens cijfers uit de tienjaarlijkse volkstellingen van ISTAT.
| Jaar | Inwoneraantal |
| ---- | ------------- |
| 1991 | 829           |
| 2001 | 799           |

## Geografie
De gemeente ligt op ongeveer 913 m boven zeeniveau.
Esino Lario grenst aan de volgende gemeenten: Cortenova, Lierna, Mandello del Lario, Parlasco, Pasturo, Perledo, Primaluna, Taceno, Varenna.

## Verkeer en vervoer
Vanuit de gemeente zijn er twee wegen die voor gemotoriseerd verkeer gaanbaar zijn. De ene verbindt het dorp met Perledo/Varenna, de ander met Parlasco. Beide wegen hebben het wegnummer SP65.
Esino Lario heeft een station, maar dat is gelegen in de buurgemeente Perledo en is het station Varenna-Esino-Perledo.

## Bezienswaardigheden
- Museo delle Grigne
- Toren van Esino

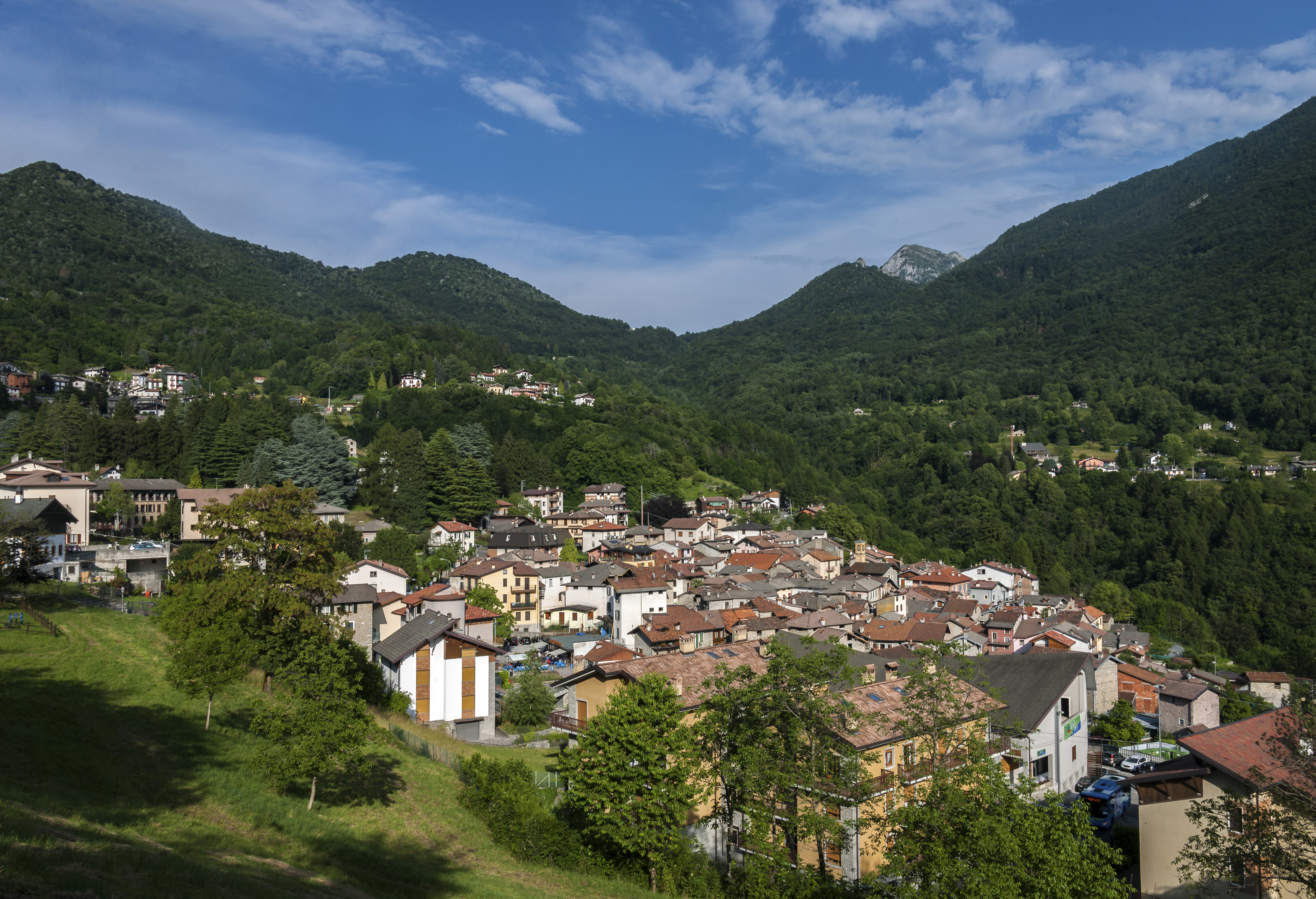
Binnenstad
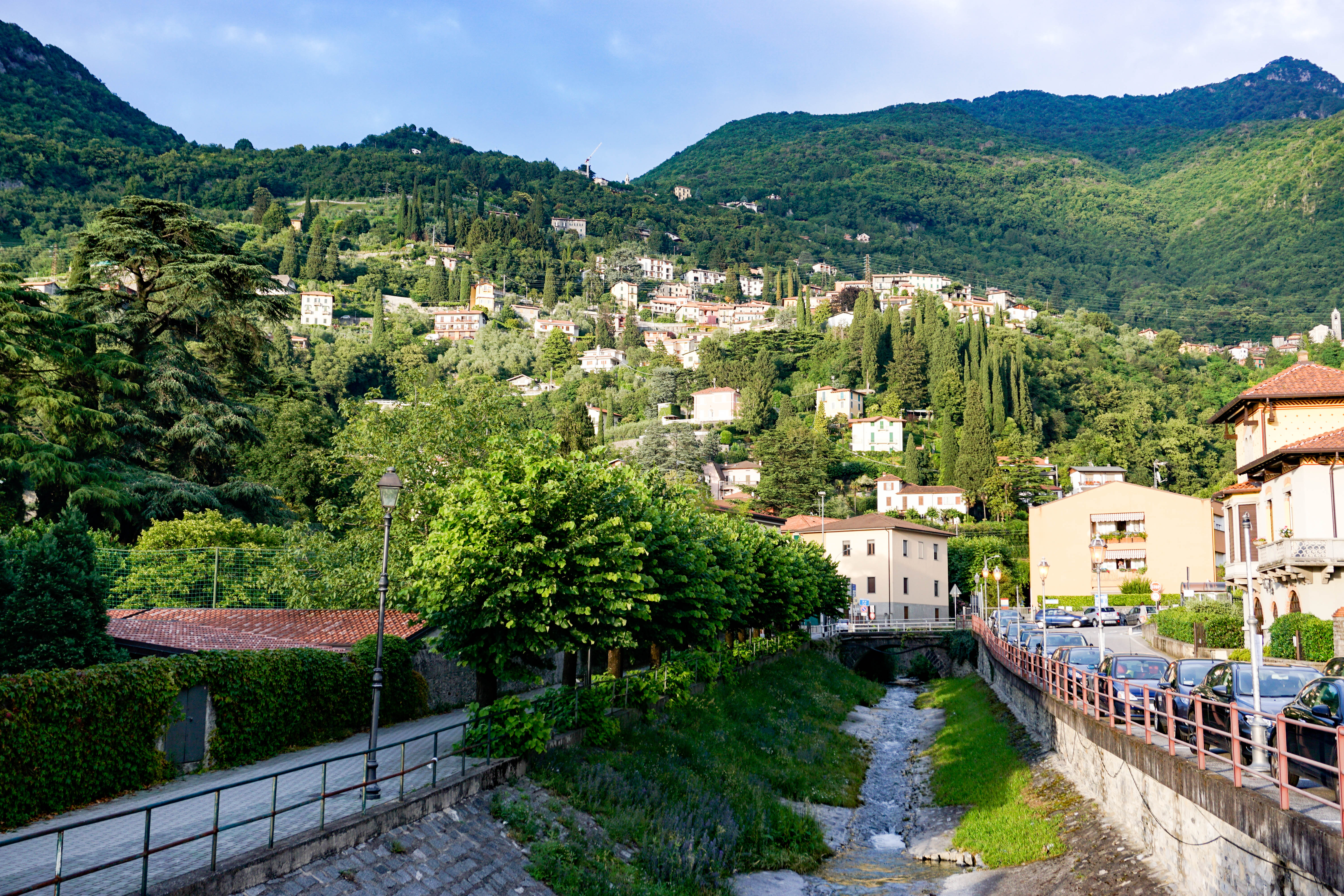
Binnenstad
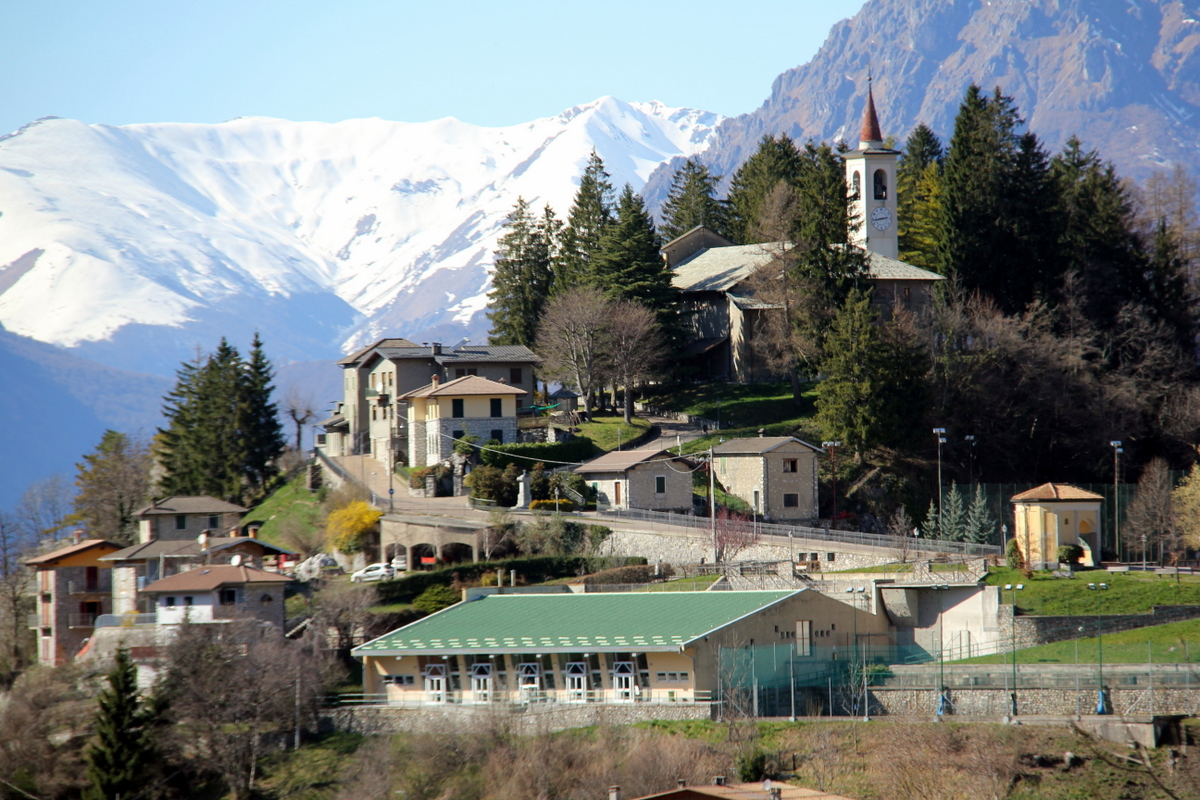
Sint-Victorkerk
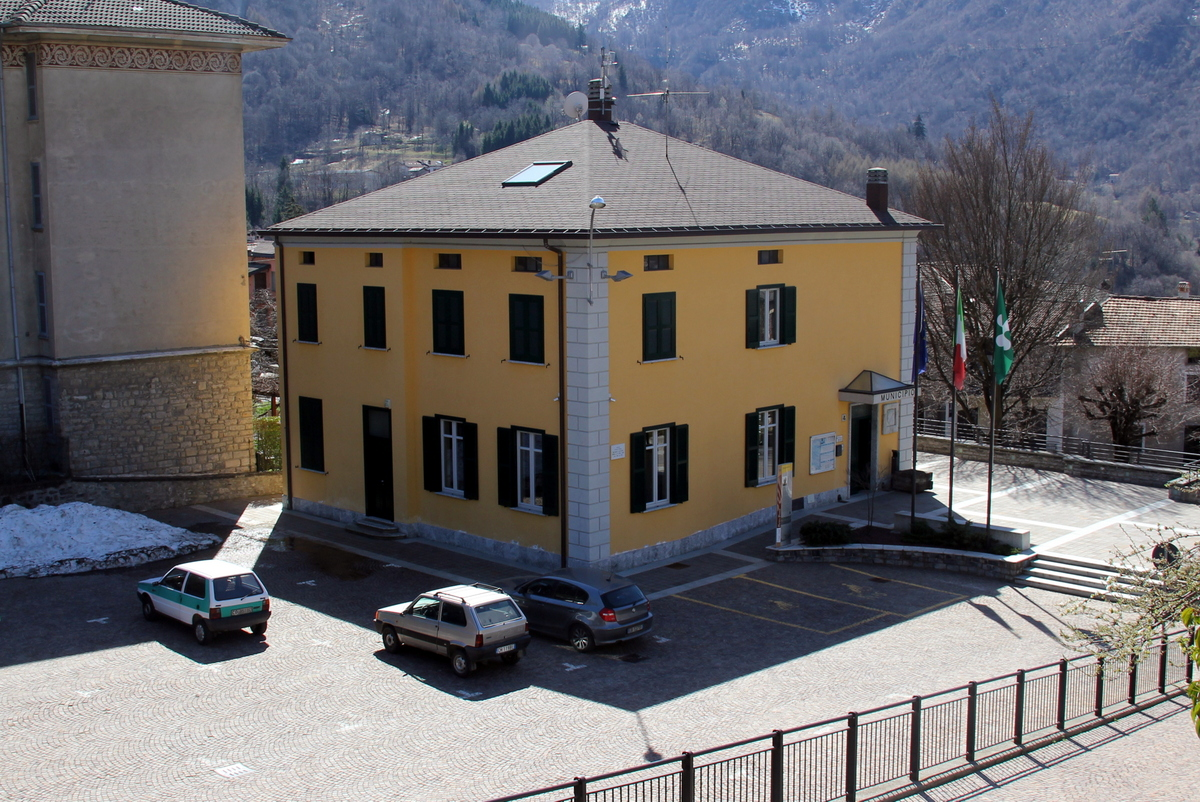
Gemeentehuis

## Religie
In de gemeente bevinden zich verschillende kerkgebouwen, te weten:
- Sint-Victorkerk, op een rotspunt aan de westkant van het dorp
- Sint-Jan de Doperkerk, in Esino Inferiore
- Sint-Antonius Abtkerk, in Esino Superiore
- Sint-Petruskerk, in Ortanella
- Sint-Defendenskerk, in Agueglio
- Sint-Nicolaaskerk, in het dorp
- Kerk van Cainallo, in Cainallo

Abbadia Lariana · Airuno · Annone di Brianza · Ballabio · Barzago · Barzanò · Barzio · Bellano · Bosisio Parini · Brivio · Bulciago · Calco · Calolziocorte · Carenno · Casargo · Casatenovo · Cassago Brianza · Cassina Valsassina · Castello di Brianza · Cernusco Lombardone · Cesana Brianza · Civate · Colico · Colle Brianza · Cortenova · Costa Masnaga · Crandola Valsassina · Cremella · Cremeno · Dervio · Dolzago · Dorio · Ello · Erve · Esino Lario · Galbiate · Garbagnate Monastero · Garlate · Imbersago · Introbio · Introzzo · Lecco · Lierna · Lomagna · Malgrate · Mandello del Lario · Margno · Merate · Missaglia · Moggio · Molteno · Monte Marenzo · Montevecchia · Monticello Brianza · Morterone · Nibionno · Oggiono · Olgiate Molgora · Olginate · Oliveto Lario · Osnago · Paderno d'Adda · Pagnona · Parlasco · Pasturo · Perego · Perledo · Pescate · Premana · Primaluna · Robbiate · Rogeno · Rovagnate · Santa Maria Hoè · Sirone · Sirtori · Sueglio · Suello · Taceno · Torre de' Busi · Tremenico · Valgreghentino · Valmadrera · Varenna · Vendrogno · Vercurago · Verderio Inferiore · Verderio Superiore · Vestreno · Viganò
1. ↑  https://demo.istat.it/?l=it.